# Nicolas Anelka
Pour les articles homonymes, voir Anelka.
Nicolas Anelka, né le 14 mars 1979 au Chesnay, est un footballeur international français qui a évolué au poste d'attaquant.
Grand espoir du football français à ses débuts, Anelka connaît une carrière contrastée, ponctuée par de nombreux conflits avec ses différents clubs et en sélection nationale. Il évolue dans plusieurs des plus grandes formations européennes : le Paris Saint-Germain, Arsenal, le Real Madrid, Liverpool, Manchester City, Chelsea et la Juventus.
Avec l'équipe de France, il cumule 69 sélections, remportant le Championnat d'Europe en 2000 et la Coupe des confédérations en 2001, mais il n'est pas retenu en équipe nationale par les différents sélectionneurs pour les Coupes du monde 1998, 2002 et 2006 et ne connaît pas la consécration à laquelle il semblait promis, se retrouvant notamment au centre de la polémique qui abîme durablement l'image de la sélection nationale, lors de la Coupe du monde 2010.
En 2012, alors qu'il évolue en Chine, il est, durant une courte période, nommé entraîneur-joueur du Shanghai Shenhua. Après un passage éclair chez les Bianconeri et une saison à West Bromwich, Anelka rejoint le club de Mumbai City en septembre 2014. Neuf mois plus tard, il est nommé entraîneur adjoint de l’équipe première par le club indien. Il ne restera seulement qu’une saison avec ce double rôle. En 2018, il est chargé de conseiller les attaquants du centre de formation du club nordiste LOSC Lille.
Du 3 février 2021 au 4 mai 2021, il est directeur sportif du Hyères FC en National 2.

## Biographie

### Enfance et formation francilienne
Nicolas Anelka naît au Chesnay le 14 mars 1979. Ses parents, Marguerite et Jean-Philippe, originaires de la Martinique, arrivent en métropole en 1974. Ils s'installent à Trappes dans les Yvelines, et travaillent pour l'Éducation nationale. Il a deux frères aînés, plus âgés de dix ans, Claude et Didier nés respectivement en 1968 et 1969.
Nicolas grandit dans la cité Van Gogh de Trappes et s'essaye à plusieurs sports tels que le tennis, l'athlétisme et le football qu'il pratique place de la Nuit-Étoilée, dans la rue du Moulin de la galette ou encore celle du Champ de Blé. Il prend sa première licence sportive au FC Trappes-St Quentin en 1986 alors qu'il n'a que sept ans et y joue jusqu'à ses quatorze ans. Il commence en poussin et évolue au poste d'avant-centre, où il fait valoir ses qualités, notamment sa vitesse, ou encore sa détente. Plus tard, il devient avec Jamel Debbouze président d'honneur de son ancien club de Trappes, sponsorisé par Canal+.
Repéré dans son club de Trappes, il est accepté à l'INF Clairefontaine après s'être fait remarquer à l'âge de treize ans. Formé à l'INF, Anelka fait partie de la promotion 1995 avec notamment Louis Saha, Philippe Christanval et Thierry Gendry. Alors fan du Brésilien Ronaldo, il fait son apprentissage du football professionnel sous la direction d'André Merelle pendant trois ans, de treize à seize ans. Celui-ci déclare en 2010 : « Je l'ai vu arriver à l'INF Clairefontaine à 13 ans. Il était très fin techniquement et déjà tellement vif et rapide. C'était un bonheur de le voir jouer et il était au-dessus de tout le monde même s'il était assez renfermé sur lui-même, ce qui rendait les contacts très difficiles. Mais une fois avec un ballon, c'est là qu'il était le plus heureux. Le terrain, c'est son monde ». En mai 1993, avec la sélection de la Ligue de Paris-Île-de-France, il atteint la finale de la Coupe nationale des minimes. Portée par onze joueurs de l'INF Clairefontaine, la sélection parisienne est archifavorite mais doit s'incliner aux tirs au but face à son homologue languedocienne.

### Débuts professionnels au Paris SG
Nicolas Anelka signe au Paris Saint-Germain durant sa préformation à Clairefontaine. Malgré sa présence en semaine au centre de préformation de l'INF, Nicolas Anelka joue le week-end avec l'équipe réserve du PSG. Il dispute son premier match professionnel le 7 février 1996 chez l'AS Monaco alors qu'il n'a que seize ans. Lors de la fin de la saison 1995-1996, Anelka prend part à deux matchs sous les ordres de Luis Fernandez. Il assiste toutefois de loin à la victoire des pros en Coupe d’Europe quelques mois plus tard.
Cependant, Fernandez quitte le PSG et Ricardo, ancien défenseur du club parisien, prend sa place sur le banc. Anelka inscrit son premier but et réalise sa première passe décisive en Ligue 1 le 20 septembre 1996, à 17 ans, contre le RC Lens au Parc des Princes (4-0). À la suite de ce match, Anelka revendique plus de temps de jeu dans un club constitué alors de stars offensives telles que Raí, Dely Valdés, Patrice Loko ou encore Patrick Mboma. Au retour des vacances de Noël, Anelka n’est pas à l’entraînement au Camp des Loges mais à Londres en train de négocier avec le club londonien d'Arsenal. La réglementation concernant les jeunes footballeurs est encore floue, et au bout d’un mois le PSG se retrouve obligé de céder son joueur à Arsenal contre la somme de cinq millions de francs s’il ne veut pas le voir partir gratuitement quelques semaines plus tard.

### Départ précoce pour Arsenal
Convoité par Arsène Wenger à Arsenal et ne possédant pas de contrat professionnel, Nicolas Anelka peut ainsi rejoindre le club anglais qui ne débourse que cinq millions de francs. Pour la deuxième moitié de saison 1996-1997, Anelka est barré par Dennis Bergkamp et Ian Wright et ne joue que quatre matches de Premier League.
L’année suivante, l’ancien Trappiste s’impose petit à petit, et profite d’une longue blessure de Wright pour enchaîner les rencontres et s’imposer. Il joue près d’une trentaine de rencontres, marque six buts et participe pleinement au doublé Coupe-Championnat de sa formation. Anelka a toutefois plus de mal à gérer la notoriété qui en découle. Un sondage réalisé à l'issue de la saison 1997-1998 auprès des supporters, oppose Ian Wright au jeune attaquant français. À la surprise générale et malgré le départ du vétéran anglais lors de l'été 1998, les supporters le préfèrent à Anelka. Le Français décide de se servir de cette "critique" pour se motiver la saison suivante et se racheter aux yeux des fans.
Anelka se révèle lors de la saison 1998-1999. Sa vitesse et son sang-froid dans ses duels face aux gardiens le font remarquer. Il inscrit 17 buts en 35 matchs de championnat et obtient le trophée de meilleur jeune de Premier League.
À l'issue de la saison, Nicolas cherche à être transféré. Annoncé à la Juventus de Carlo Ancelotti et à la Lazio qui formulent chacune une offre considérable, refusant coûte que coûte de revenir à Londres, Anelka rejoint le Real Madrid pour 220 MF (34 M€),.

### Real Madrid
Nicolas Anelka devient seulement le cinquième Français à porter le maillot du Real Madrid après Louis Hon, Raymond Kopa, Lucien Muller et Christian Karembeu.
En janvier, au championnat du monde des clubs, il ouvre son compteur en inscrivant trois buts — dont un doublé face aux Corinthians, faisant de lui le co-meilleur buteur de la compétition. Après une blessure de six semaines, il marque son premier but en championnat pour son retour le 28 février 2000 lors du classico face au FC Barcelone.
En mars 2000, souhaitant des explications sur son faible temps de jeu, Anelka demande à s'entretenir avec les dirigeants mais ces derniers refusent. Ils renvoient le joueur à l'entrainement avant d'entrevoir toute discussion sur sa situation. Mais Nicolas quitte le centre d'entrainement le 10 mars. Convoqué le lendemain par le vice-président, ce dernier l'oblige à revenir à l'entraînement dès le lendemain,. Après une grosse amende et une mise à pied, le club lui accorde un temps de répit histoire d'échapper à la pression médiatique. Il en profite pour revenir à Trappes.
À son retour à Madrid, Nicolas présente des excuses publiques en espagnol et rejoue avec le Real. Il devient un élément important de son club en marquant en demi-finale de Ligue des champions contre le Bayern Munich, au match aller (victoire 2-0), puis au match retour (défaite 1-2). Il est titulaire lors de la finale remportée contre le FC Valence (3-0),.

### Retour à Paris puis prêt à Liverpool
Pendant l'été 2000, le Paris Saint-Germain cherche à se renforcer pour disputer la Ligue des champions. Recruter l’attaquant du Real devient ainsi une évidence pour Pierre Lescure, le président du club. Lorenzo Sanz, le président madrilène, le dit intransférable mais la Juventus propose 300 millions de francs. Pour un peu moins de 220 MF (34 M€), l’opération est conclue avec le PSG. Anelka débarque à Paris fin juillet, dans son club de cœur. Si le montant de la transaction fait beaucoup jaser, Anelka est accueilli en messie.
C’est en remplaçant Ali Benarbia à Rennes, pour la deuxième journée du championnat, que le nouveau numéro 9 parisien fait son retour en France. Il enchaîne rapidement les buts en championnat comme en Ligue des champions. Le style de jeu en profondeur d’Anelka s’adapte bien au jeu parisien. Mais, en novembre, Paris traverse une crise de résultat ; Philippe Bergeroo est remplacé par Luis Fernandez à la tête de l'équipe. Ce dernier, décelant en lui un potentiel technique et collectif intéressant, est le premier à lui demander de ne pas se cantonner aux appels en profondeur. Début janvier, pour la réception du RC Lens, il positionne ainsi son joueur en meneur de jeu, ce qui s’avère être une réussite. L’expérience est toutefois renouvelée avec parcimonie. Si Anelka ne marque presque plus — un seul but en championnat —, il se montre toutefois à la hauteur lors d’une rencontre de C1 chez l'AC Milan, où il inscrit le but égalisateur de son équipe. Mais Paris ne passe pas le second tour. Luis Fernandez lui confie même le brassard de capitaine lors de la réception du Toulouse FC. La fin de saison du PSG est moyenne et le club parisien termine à la 9e place, avec huit buts en 27 matches pour Anelka.
Dès le début de saison 2001-2002, les tensions avec Luis Fernandez se poursuivent. On reproche à Nicolas Anelka un manque de communication et un sentiment (partagé avec la direction) qu'il aurait laissé entrevoir de tout devoir au coach. Les Guignols de l'info caricaturent la relation entre les deux hommes par la célèbre parodie « Nico et Luis ». Après une saison et demie au sein du Paris Saint-Germain et seulement deux buts contre Lens et Lorient lors de sa seconde saison, il est prêté six mois au club anglais de Liverpool en janvier 2002.
Après un retour difficile dans le championnat de France, Nicolas Anelka retrouve un championnat anglais où il a excellé à ses débuts avec Arsenal. Anelka est attendu pour pallier la blessure de Emile Heskey. À Liverpool, l'attaquant français retrouve une imposante colonie française et notamment son ancien entraîneur chez les juniors Gérard Houllier. Il s'impose très vite avec un but dès son premier match le 5 janvier 2002.

### Rebond à Manchester City
Sachant que le PSG désire également se séparer d'Anelka, le joueur doit trouver un club en début de saison 2002-2003. Ainsi il rejoint le club anglais de Manchester City en juillet 2002, tout juste promu en Premier League, pour la somme de vingt millions d'euros en plus de l'échange d'Alioune Touré et un salaire mensuel de 250 000 euros.
À Manchester City, Nicolas Anelka joue sous les ordres de Kevin Keegan. Le courant passe bien avec l'ancien double Ballon d'or. Sur les terrains de Premier League, Anelka réalise de bons débuts. En championnat, la 9e place de Manchester City est plutôt convaincante pour un promu et Anelka termine sa saison avec quinze buts.La seconde saison de Nicolas Anelka sous le maillot des Citizens est encore meilleure sur le plan personnel puisqu'il inscrit dix-sept buts en trente-deux matches de championnat, mais également quatre buts en cinq rencontres de Coupe UEFA. Anelka s'épanouit également au contact de son entraîneur et progresse sur le plan du football où il devient un joueur complet mais également sur un plan plus personnel, où il apparaît beaucoup plus mûr loin de la médiatisation. Cependant, sur le plan collectif, Manchester City réalise une saison moyenne malgré les renforts de David Seaman et Steve McManaman.
Il commence une troisième saison sous les couleurs de Manchester City (sept buts à la mi-saison), mais il sait déjà que son avenir passe par un transfert dans un club européen de standing. Le club de City connaît en effet de grosses difficultés financières et un départ de Nicolas Anelka dans un club majeur est annoncé. C'est en Turquie qu'il s'engage avec le club de Fenerbahçe.

### Exil à Fenerbahçe
Nicolas Anelka arrive en janvier 2005 chez le leader du championnat. Il ne joue pas en pointe, Márcio Nobre étant titulaire, mais dans un rôle d'ailier droit. Anelka marque quatre buts en quatorze matchs lors des matches retour et participe grandement au titre de champion national de son club Fenerbahce.
Nicolas Anelka joue donc la Ligue des champions lors de la saison 2005-2006. Cependant, malgré de bonnes performances, il ne marque pas dans cette compétition. En championnat, Anelka inscrit dix buts en vingt-cinq matches.

### Retour au premier plan avec Bolton
Durant l'été 2006, Nicolas Anelka est à nouveau annoncé dans de nombreux clubs mais c'est à Bolton qu'il signe pour un montant de 12 millions d'euros et un contrat de quatre ans. L'entraîneur Sam Allardyce est très heureux de la signature de son nouvel avant-centre et il déclare en août « Nicolas est né pour marquer des buts et son talent va beaucoup nous apporter ».
Après un début de saison difficile sous les couleurs des Wanderers où il évolue seul en pointe, Anelka commence à trouver ses marques et inscrit son premier but lors de la 14e journée contre Arsenal. Il réalise par la suite une belle série et marque 11 buts en 32 apparitions sous le maillot de Bolton. Il forme l'un des meilleurs duos d'Angleterre avec l'attaquant sénégalais El-Hadji Diouf.

### Haut niveau avec Chelsea

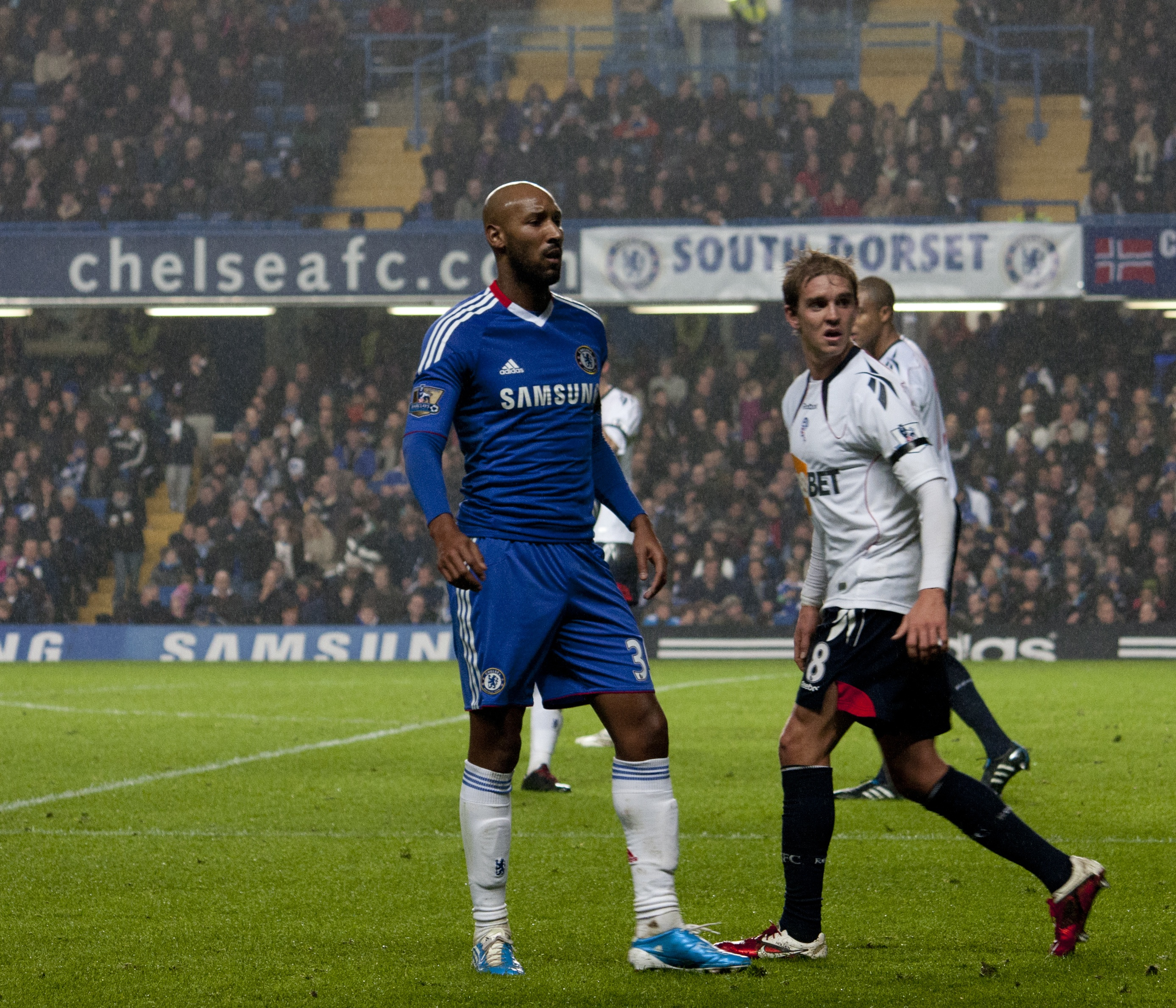
Anelka avec Chelsea face à Bolton.

En janvier 2008, il signe à Chelsea pour pallier l'absence de nombreux joueurs participants à la Coupe d'Afrique des nations. Ses six premiers mois sous le maillot des Blues sont assez difficiles du fait de la concurrence qui existe au sein de l'attaque londonienne. Il participe tout de même à la finale de la Ligue des champions face à Manchester United, mais il est l'auteur du tir au but malheureux qui offre la coupe aux Mancuniens.
Le 3 août 2008, Anelka s'offre un quadruplé en match de préparation face au Milan AC, permettant à son équipe de s'imposer (5-0). Il s'impose à la pointe de l'attaque des Blues, en profitant des blessures à répétition de Didier Drogba. Revenu à la compétition, l'Ivoirien doit logiquement se contenter d'une place sur le banc, Luiz Felipe Scolari privilégiant un système de jeu à un seul attaquant axial. Le 14 décembre, il égalise à la 51e minute du derby londonien face à West Ham (1-1) et atteint la barre symbolique des cent buts inscrits en deux cent cinquante-huit matches de Premier League. Anelka parvient à s'imposer dans l'effectif de Chelsea et réalise de bonnes prestations sur le terrain, notamment face au Watford FC le 14 février 2009 lors du cinquième tour de la Coupe d'Angleterre, il inscrit un triplé permettant à son équipe de se qualifier pour les quarts de finale (score final 1-3). À l'issue de la saison 2008-2009, il termine meilleur buteur du championnat d'Angleterre avec 19 réalisations.
Au début de la saison 2010-2011, Nicolas Anelka évolue en tant que titulaire au poste d'ailier droit en compagnie de Didier Drogba et Florent Malouda. Après l'arrivée de Fernando Torres, l'entraîneur italien Carlo Ancelotti opte pour un 4-4-2 avec Anelka et Torres formant le duo d'attaque, ce qui relègue Drogba sur le banc de touche. Nicolas se fait surtout remarquer lors de la campagne européenne des Blues en marquant sept buts en neuf matches. Anelka termine la saison avec six buts en trente-deux matches de championnat.
Mis à l'écart par André Villas-Boas, il n'est utilisé qu'une quinzaine de fois durant la première moitié de la saison 2011-2012. Les médias annoncent alors début décembre un possible départ de l'attaquant français lors du marché des transferts hivernaux de janvier 2012. Ayant participé à 4 matchs de poules en Ligue des champions il sera sacré malgré son départ au mercato hivernal.

### Fin de carrière

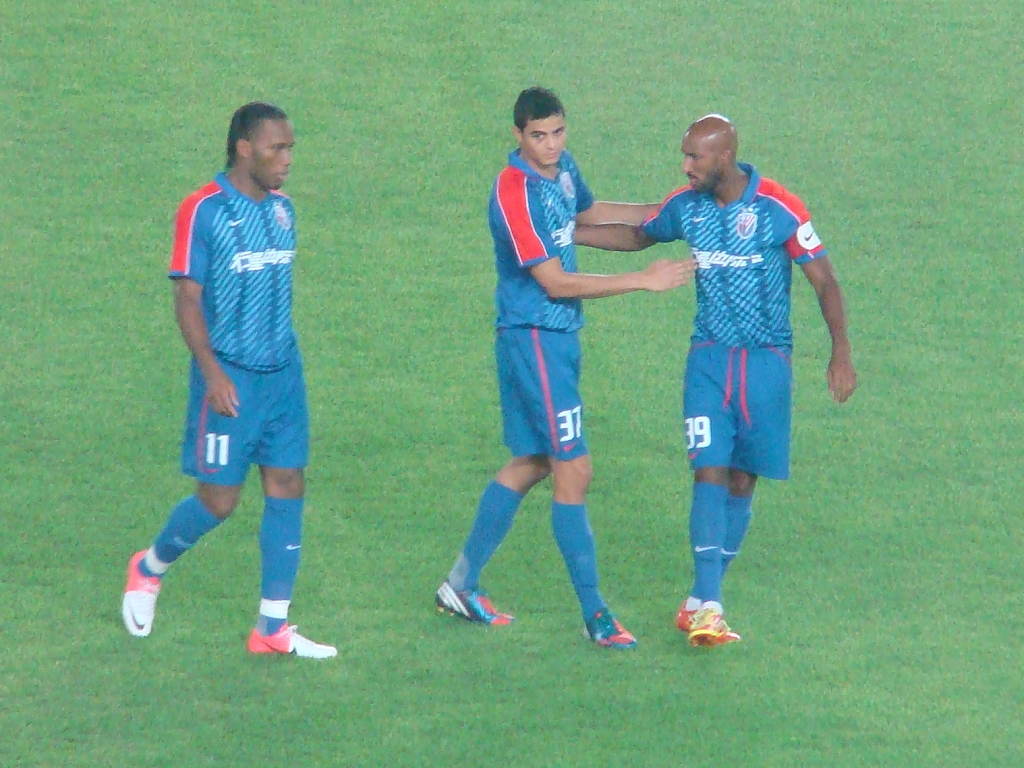
Anelka (droite) avec Drogba et Moreno.

Le 8 décembre 2011, le club chinois de Shanghai Shenhua, qui suivait Anelka depuis des mois, confirme l'intérêt porté au joueur et la tenue de discussions. Contraint à s'entraîner avec l'équipe réserve des Blues, Anelka signe officiellement un contrat de deux ans avec le club de Shanghai le 12 décembre suivant. Anelka est officiellement intégré à l'effectif du club chinois à l'ouverture du marché des transferts européen début janvier 2012.
Le 21 février, il marque son premier but à l'occasion du premier match de préparation face au club de Hunan Xiangtao (D2) après seulement 40 secondes de jeu. Absent lors du match d'ouverture du championnat chinois en raison d'une blessure à une cheville, Anelka marque son premier but en match officiel lors de la 2e journée face au Beijing Guoan six jours plus tard. Après les licenciements de plusieurs adjoints mi-avril à la suite de mauvais résultats, Nicolas Anelka est nommé entraîneur adjoint aux côtés de Jean Tigana tout en gardant son statut de joueur. À la fin du mois, le Shanghai Shenhua limoge officiellement Tigana, Anelka est confirmé au poste d'entraîneur adjoint du nouvel entraîneur Florent Ibenge. Le 30 mai, Sergio Batista est nommé entraîneur et Anelka récupère son statut de simple joueur.
Désireux de retrouver un niveau de compétition plus élevé, il rejoint le Camp des Loges, centre d'entraînement du PSG, pour s'entretenir pendant la trêve du championnat chinois et finit par résilier son contrat qui le liait avec le Shanghai Shenhua pour s'engager avec la Juventus FC. En janvier 2013, il rejoint le club turinois pour une durée de 6 mois, renouvelable de 5 mois, pour un salaire de 1,2 million d’euros. Il dispute son premier match avec les Bianconeri chez le Celtic Glasgow pour le compte des huitièmes de finale aller de la Ligue des champions (victoire 3-0). Malgré seulement 3 matchs disputés en 6 mois avec le club italien, Nicolas Anelka glane un nouveau titre qu'il ne possédait pas jusque-là, celui de champion d'Italie.
En juillet 2013, en fin de contrat à la Juventus, il s'engage avec le club anglais de West Bromwich Albion et marque son retour en Premier League. Après son premier match et à la suite du décès d'un proche, Nicolas Anelka annonce sa retraite sportive, aussitôt démentie par son club et par son entraîneur Steve Clarke qui annoncent lui laisser le temps pour réfléchir à sa décision.
Le 28 décembre, lors du match de la 19e journée de Premier League contre West Ham United, il inscrit un doublé et célèbre son premier but de la saison avec son nouveau club en faisant une quenelle en référence au geste popularisé par l'humoriste et militant Dieudonné. Il est félicité par celui-ci mais condamné par la ministre des Sports Valérie Fourneyron,. La presse anglaise parle pour la première fois de cette affaire en désignant le geste comme un « Nazi Salute », ou « Nazi Gesture »,. Anelka déclare sur Twitter que sa signification est « anti-système. Je ne sais pas ce que le mot religion vient faire dans cette histoire. [...] Bien sûr, je ne suis ni antisémite ni raciste et j'assume totalement mon geste ». Selon le quotidien Le Monde, l'émoi provoqué par ce geste est à rapprocher de la polémique autour du cri de guerre « Yids » (« youpins ») des supporters de Tottenham Hotspur. Un autre motif de l'émotion suscitée par le geste d'Anelka, converti à l'islam en 2004, est que West Bromwich Albion jouait à West Ham, dont un des propriétaires est de confession juive. Le principal sponsor Zoopla, site internet d'immobilier codirigé par l'homme d'affaires de confession juive Alex Chesterman, annonce le 20 janvier 2014 qu'il ne renouvellera pas son contrat en juin suivant, sans attendre d'éventuelles sanctions prises par le club, qui lui-même attend la fin des enquêtes menées par la Fédération anglaise de football et le club lui-même. Il annonce ensuite via son compte Facebook : « Suite aux entretiens entre le club et moi, des propositions m'ont été faîtes (sic) pour que je réintègre le groupe sous certaines conditions que je ne peux pas accepter. Souhaitant garder mon intégrité, j'ai donc pris la décision de me libérer et de mettre fin au contrat me liant avec West Bromwich Albion jusqu'en 2014, et ce dès à présent ». Revenant sur cette affaire en avril 2014, il précise que Dieudonné demeure pour lui « le meilleur de la France ».
En septembre 2014, Nicolas Anelka annonce sur son compte Twitter son transfert en direction du club indien Mumbai City FC. Il marque deux buts en sept matches de l'Indian Super League 2014. En janvier 2015, le club d'Alger du NA Hussein Dey souhaite recruter Anelka pour dix-huit mois. Mais le club algérois doit renoncer, à cause du règlement de la Fédération algérienne qui empêche de recruter un joueur étranger âgé de plus de 27 ans. Finalement, il signe au NAHD comme directeur sportif et conseiller spécial du président jusqu'à la fin de la saison 2014-2015. Il en vient aux mains avec l’entraîneur Meziane Ighil qui démissionne en cours de saison,. En juin 2015, le club indien Mumbai City FC annonce que Nicolas Anelka reviendra jouer une deuxième saison au sein du championnat indien en tant qu'entraîneur-joueur.

### En équipe de France

#### En équipes jeunes (1994-1998)
Lors de la saison 1994-1995, Nicolas Anelka est sélectionné en équipe de France des moins de seize ans avec qui il dispute huit matchs lors desquels il parvient à inscrire trois buts.
Anelka joue ensuite durant deux saisons en équipe de France des moins de dix-huit ans pour douze buts en vingt-un match,. Celle-ci est dirigée alors par Gérard Houllier. L’occasion d’une première brouille entre les deux hommes, à la suite d’une séance de tirs au but au cours de laquelle Anelka a raté le sien.
En 1997-1998, Nicolas participe à dix rencontres et marque quatre buts avec équipe de France des moins de vingt ans.

#### Débuts précoces (1998-2002)

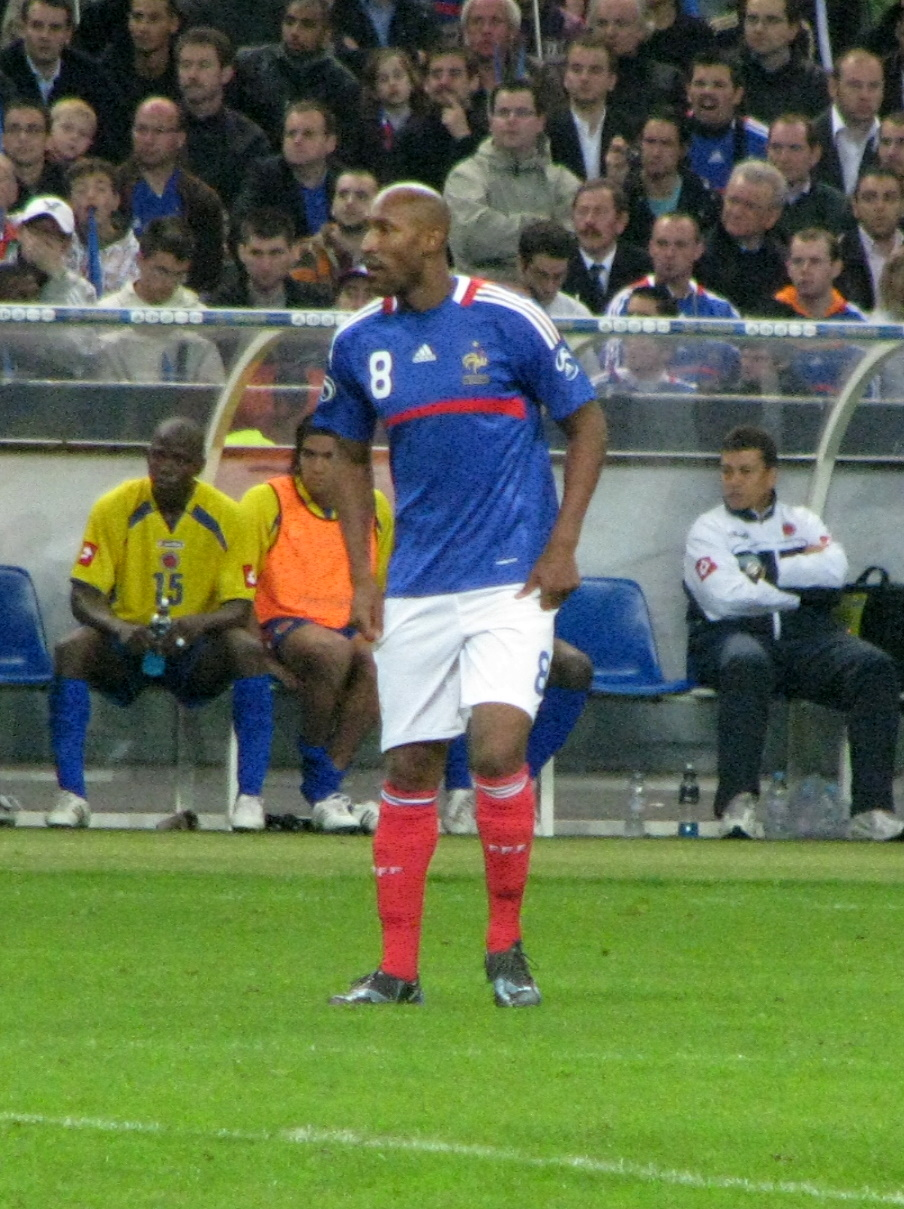
Nicolas Anelka sous les couleurs de l'équipe de France

Après une première saison complète satisfaisante à Arsenal, Aimé Jacquet l’essaie en équipe de France A le 22 avril 1998 face à la Suède juste avant la Coupe du monde. Malgré sa présence dans la liste élargie des 28, il est jugé encore un peu trop jeune, il n’est pas retenu pour la compétition comme cinq autres joueurs, mais on le considère déjà, au même titre que Thierry Henry et David Trezeguet, comme un grand espoir du football offensif tricolore.
Lors de la saison 1998-1999, il est convaincant avec l'équipe de France, notamment en Russie où il marque un but décisif pour la qualification à l'Euro 2000, et en février 1999 où il marque un doublé à Wembley face à l'Angleterre,.
Sa bonne fin de saison 1999-2000 au Real Madrid, avec notamment le succès en Ligue des champions, lui permet de retrouver sa place de titulaire chez les Bleus. Anelka n'a alors plus joué sous le maillot bleu depuis septembre 1999 en Ukraine (0-0). Il joue donc et remporte l’Euro 2000, sans toutefois marquer le moindre but.
Malgré un retour mitigé au PSG en 2000-2001, durant l'été 2001, Nicolas Anelka retrouve une nouvelle fois l'équipe de France avec qui il remporte la Coupe des confédérations 2001 mais déçoit les supporters par ses performances.
Roger Lemerre lui donne une ultime chance de s'imposer en vue de la Coupe du monde 2002, en le titularisant à la pointe de l'attaque contre la Russie, au printemps 2002. Il marque un but, refusé par l'arbitre pour hors-jeu.

#### Mise à l'écart sous Santini (2002-2004)
Il n'est pas convoqué en sélection pour la Coupe du monde 2002 en Corée du Sud et au Japon.
Peu après, en novembre 2002, il fait parler de lui en convoquant la presse dans un hôtel à Roissy-CDG : il refuse sa sélection en équipe de France, estimant que le nouveau sélectionneur, Jacques Santini, n'a pas confiance en lui et l'utilise comme bouche-trou, à la suite de la blessure de trois joueurs. Cela s'ajoute au fait que Santini lui a rendu visite lors du derby mancunien et a affirmé qu'il ne comptait pas trop sur lui, estimant qu'il ne « connait pas assez le joueur ».
Ce refus de rejoindre la sélection n'est pas accepté par la presse qui le lui reproche ouvertement. En février 2003, Anelka déclare au Daily Mirror qu'il ne jouera plus jamais pour l'équipe de France et que rater deux Coupes du monde ne l'a pas tué. Anelka déclare à Paris Match en août 2003 qu'il n'envisage un retour chez les Bleus qu'à la condition que Jacques Santini « s'agenouille » devant lui.
Après une interview en janvier 2004 pour Téléfoot afin d'arrondir les angles, il présente publiquement ses excuses à Jacques Santini en mars 2004 sur son site internet et parle de son envie de revenir, mais les choses ne changent pas. Anelka rate l'Euro 2004 au Portugal.

#### Retour avec Domenech (2005-2008)
L'année 2005 est celle de son grand retour en équipe de France. En effet, Raymond Domenech le convoque pour les matches amicaux face au Costa Rica et à l'Allemagne en novembre. Le premier match a lieu sur la terre de ses parents en Martinique et Anelka s'illustre en marquant un but pour son retour. Il est annoncé comme partant possible pour la Coupe du monde 2006, mais il n'est pas sélectionné malgré le forfait de Djibril Cissé qui est remplacé par Sidney Govou. Il est sélectionné pour l'Euro 2008 et prend part aux trois matchs de la phase de groupe mais ne marque aucun but et comme le reste de l'équipe, il est jugé très décevant lors de cette compétition.

#### Le fiasco Knysna

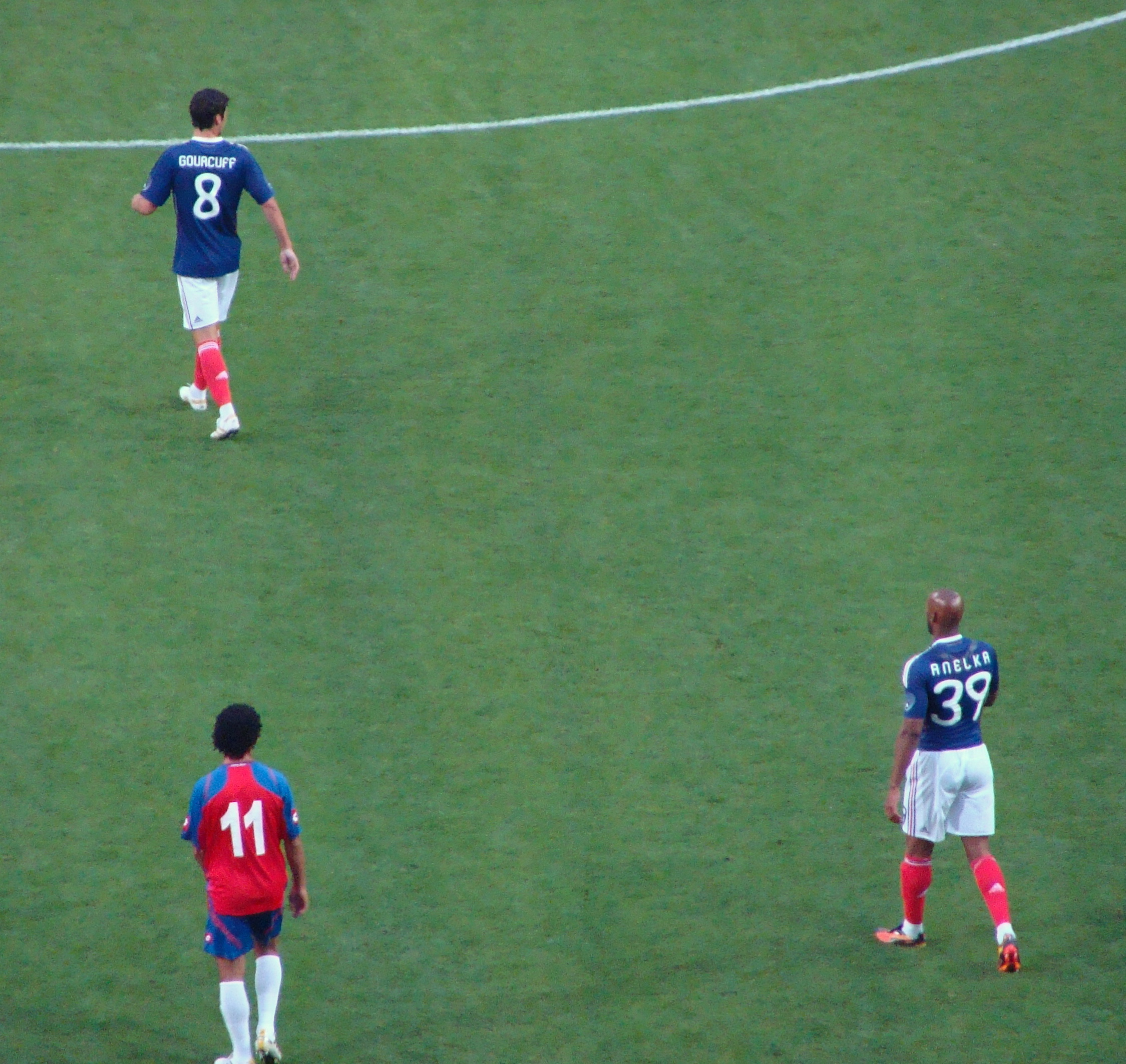
Avec Yoann Gourcuff, avant le Mondial 2010.

Depuis fin 2008, Nicolas Anelka a plus de difficultés au poste d'attaquant mais prend régulièrement place dans l'attaque titulaire de l'équipe de France. Il participe à la campagne de qualification des Bleus pour le Mondial 2010 et s'avère être, dans la liste des vingt-trois joueurs retenus par Raymond Domenech le 24 mai 2010, un des « anciens » de cette sélection (avec William Gallas, Thierry Henry ou encore Sidney Govou). Toutefois, son début de Coupe de monde est difficile puisqu'il ne cadre aucune frappe sur les trois matches de préparation.
Le 17 juin 2010, lors de la mi-temps du match France-Mexique, le sélectionneur lui fait des reproches quant à son placement sur le terrain en tant qu'attaquant de pointe, car Anelka persiste depuis le début de la Coupe du monde à décrocher et jouer comme un milieu, remontrances qui l'agacent et le poussent à tenir des propos injurieux envers Raymond Domenech (des propos pourtant contestés par l'intéressé qui dit ne pas les avoir tenus tels que retranscrits par le journal L'Équipe).
À la suite de cet événement, Nicolas Anelka est remplacé à la mi-temps puis exclu de l'équipe de France pour le reste du Mondial. Cette éviction provoque le 20 juin une grève de l'entraînement des joueurs de l'équipe de France qui entendent ainsi protester ; cette grève reste l'une des plus grandes catastrophes ayant touché le football français.
Le 17 août 2010, à la suite de propos injurieux envers Raymond Domenech, la commission de discipline de la FFF lui inflige dix-huit matches de suspension ferme. Le lendemain, il déclare être « mort de rire » et qualifie les dirigeants de la Fédération française de football de « clowns » et déclare que sa carrière internationale est terminée depuis le 19 juin 2010, date de son éviction de Knysna.
En 2018, Raymond Domenech, sélectionneur de l'équipe de France à l'époque, a révélé ce que l'attaquant a vraiment dit dans le documentaire Sélectionneurs, diffusé sur Canal+ : « À la mi-temps, je lui dis : “Nico, ce que je veux, c'est que tu ailles dans la profondeur. On est 10 sur le banc, on a tous vu que tu n'y allais pas.” “Oui mais c'est toujours moi.” “Oui, c'est bien toi qui joues là.” Là, il a ses chaussures à la main. En se tournant et en jetant ses chaussures, il dit : “tu n'as qu'à la faire, ton équipe de merde.” Je lui ai dit : “tu as raison, tu sors.” Je dis à Gignac de s'échauffer. »

### Reconversion
À l'intersaison, 2015-2016, le nom de Nicolas Anelka est cité dans le cadre du rachat du club belge de 4e division Royal Géants Athois. Pendant la phase préparatoire, l'ancien International est présent, à l'une ou l'autre occasion, lors de rencontres amicales de ce club dont la pérennité ne peut être assurée. Après deux déménagements vers les communes de Fleurus, puis de Renaix, le cercle cesse ses activités à l'automne 2015.
En février 2017, Il a occupé les fonctions de conseiller et consultant au sein de l'équipe de Roda FC, à la peine dans le championnat néerlandais.
En novembre 2018, l'entraîneur de Lille Christophe Galtier annonce que Nicolas Anelka va rejoindre le club auprès des jeunes en formation,. En parallèle, l'ancien attaquant crée des académies dédiées aux attaquants. Nicolas Anelka reste seulement quelques mois à Lille et au Domaine de Luchin.
Le 3 février 2021, il devient le nouveau directeur sportif de Hyères FC (National 2) mais décide de quitter le club le 4 mai 2021 en déclarant que le projet sportif n'est plus le même à la suite de l'arrêt de la compétition sportive à cause de la crise sanitaire de la COVID-19.
En septembre 2021, Nicolas Anelka rejoint RMC et RMC Sport. Il intervient une fois par semaine dans l'émission Rothen s'enflamme animée par Jérôme Rothen et Jean Louis Tourre, ainsi que sur le plateau de Champions Zone lors des soirées de Ligue des Champions.
Le 25 janvier 2024, Nicolas Anelka est nommé à la tête du club turc de deuxième division Ümraniyespor.

## Style de jeu
Nicolas Anelka est un attaquant relativement complet.
En 2009, son entraîneur à Chelsea, Carlo Ancelotti, déclare qu'« il a tout pour lui : il a une bonne détente, il est technique, frappe bien la balle, se déplace à merveille sur le terrain et marque énormément ».
Son coéquipier d'alors en équipe de France, Yoann Gourcuff annonce qu'il « aime bien jouer avec lui. Je le trouve facilement. Il a un registre de jeu très étendu. Il arrive à la fois à prendre la profondeur, à demander le ballon dans les pieds. Il est habile techniquement. Le défenseur ne sait jamais ce qu'il va faire. Il peut varier ses enchaînements ».

## Statistiques

### Générales par saison
Ce tableau présente les statistiques en carrière de Nicolas Anelka.
| Saison                | Club                  | Championnat           | Championnat | Championnat | Championnat | Coupe nationale | Coupe nationale | Coupe nationale | Coupe de la Ligue | Coupe de la Ligue | Coupe de la Ligue | Supercoupe | Supercoupe | Supercoupe | Compétition(s) continentale(s) | Compétition(s) continentale(s) | Compétition(s) continentale(s) | Compétition(s) continentale(s) | Coupe du monde des clubs | Coupe du monde des clubs | Coupe du monde des clubs | France | France | France | Total | Total | Total |
| Saison                | Club                  | Division              | M.          | B.          | P.d.        | M.              | B.              | P.d.            | M.                | B.                | P.d.              | M.         | B.         | P.d.       | Comp.                          | M.                             | B.                             | P.d.                           | M.                       | B.                       | P.d.                     | M.     | B.     | P.d.   | M.    | B.    | P.d.  |
| 1995-1996             | Paris SG              | Division 1            | 2           | 0           | 0           | -               | -               | -               | -                 | -                 | -                 | -          | -          | -          | -                              | -                              | -                              | -                              | -                        | -                        | -                        | -      | -      | -      | 2     | 0     | 0     |
| 1996-1997             | Paris SG              | Division 1            | 8           | 1           | 1           | -               | -               | -               | 1                 | 0                 | 0                 | -          | -          | -          | C2                             | 1                              | 0                              | 0                              | -                        | -                        | -                        | -      | -      | -      | 10    | 1     | 1     |
| Sous-total            | Sous-total            | Sous-total            | 10          | 1           | 1           | -               | -               | -               | 1                 | 0                 | 0                 | -          | -          | -          | -                              | 1                              | 0                              | 0                              | -                        | -                        | -                        | -      | -      | -      | 12    | 1     | 1     |
| 1996-1997             | Arsenal FC            | Premier League        | 4           | 0           | 0           | -               | -               | -               | -                 | -                 | -                 | -          | -          | -          | -                              | -                              | -                              | -                              | -                        | -                        | -                        | -      | -      | -      | 4     | 0     | 0     |
| 1997-1998             | Arsenal FC            | Premier League        | 26          | 6           | 6           | 9               | 3               | 0               | 3                 | 0                 | 0                 | -          | -          | -          | C3                             | 2                              | 0                              | 0                              | -                        | -                        | -                        | 1      | 0      | 0      | 41    | 9     | 6     |
| 1998-1999             | Arsenal FC            | Premier League        | 35          | 17          | 5           | 5               | 0               | 0               | -                 | -                 | -                 | 1          | 1          | 0          | C1                             | 5                              | 1                              | 0                              | -                        | -                        | -                        | 8      | 3      | 2      | 54    | 22    | 7     |
| Sous-total            | Sous-total            | Sous-total            | 64          | 23          | 11          | 14              | 3               | 0               | 3                 | 0                 | 0                 | 1          | 1          | 0          | -                              | 7                              | 1                              | 0                              | -                        | -                        | -                        | 9      | 3      | 2      | 98    | 31    | 13    |
| 1999-2000             | Real Madrid CF        | Primera División      | 19          | 2           | 3           | 1               | 0               | 0               | -                 | -                 | -                 | -          | -          | -          | C1                             | 10                             | 2                              | 0                              | 3                        | 3                        | 0                        | 8      | 1      | 3      | 41    | 8     | 6     |
| 2000-2001             | Paris SG              | Division 1            | 27          | 8           | 4           | -               | -               | -               | 1                 | 0                 | 0                 | -          | -          | -          | C1                             | 9                              | 5                              | 0                              | -                        | -                        | -                        | 9      | 2      | 0      | 46    | 15    | 4     |
| 2001-2002             | Paris SG              | Division 1            | 12          | 2           | 1           | -               | -               | -               | -                 | -                 | -                 | -          | -          | -          | CI+C3                          | 3+4                            | 2+1                            | 0+0                            | -                        | -                        | -                        | 1      | 0      | 0      | 20    | 5     | 1     |
| Sous-total            | Sous-total            | Sous-total            | 39          | 10          | 5           | -               | -               | -               | 1                 | 0                 | 0                 | -          | -          | -          | -                              | 16                             | 8                              | 0                              | -                        | -                        | -                        | 10     | 2      | 0      | 66    | 20    | 5     |
| 2001-2002             | Liverpool FC          | Premier League        | 20          | 4           | 2           | 2               | 1               | 1               | -                 | -                 | -                 | -          | -          | -          | -                              | -                              | -                              | -                              | -                        | -                        | -                        | 1      | 0      | 0      | 23    | 5     | 3     |
| 2002-2003             | Manchester City       | Premier League        | 38          | 14          | 7           | 1               | 0               | 0               | 2                 | 0                 | 0                 | -          | -          | -          | -                              | -                              | -                              | -                              | -                        | -                        | -                        | -      | -      | -      | 41    | 14    | 7     |
| 2003-2004             | Manchester City       | Premier League        | 32          | 16          | 7           | 4               | 4               | 0               | 2                 | 0                 | 0                 | -          | -          | -          | C3                             | 5                              | 4                              | 0                              | -                        | -                        | -                        | -      | -      | -      | 43    | 24    | 7     |
| 2004-2005             | Manchester City       | Premier League        | 19          | 7           | 2           | -               | -               | -               | -                 | -                 | -                 | -          | -          | -          | -                              | -                              | -                              | -                              | -                        | -                        | -                        | -      | -      | -      | 19    | 7     | 2     |
| Sous-total            | Sous-total            | Sous-total            | 89          | 37          | 16          | 5               | 4               | 0               | 4                 | 0                 | 0                 | -          | -          | -          | -                              | 5                              | 4                              | 0                              | -                        | -                        | -                        | -      | -      | -      | 103   | 45    | 16    |
| 2004-2005             | Fenerbahçe SK         | D1                    | 14          | 4           | 3           | 2               | 0               | 0               | -                 | -                 | -                 | -          | -          | -          | C1                             | 2                              | 0                              | 0                              | -                        | -                        | -                        | -      | -      | -      | 18    | 4     | 3     |
| 2005-2006             | Fenerbahçe SK         | D1                    | 25          | 10          | 5           | 6               | 2               | 3               | -                 | -                 | -                 | -          | -          | -          | C1                             | 6                              | 0                              | 2                              | -                        | -                        | -                        | 3      | 1      | 0      | 40    | 13    | 10    |
| 2006-2007             | Fenerbahçe SK         | D1                    | 0           | 0           | 0           | -               | -               | -               | -                 | -                 | -                 | -          | -          | -          | C1                             | 2                              | 0                              | 1                              | -                        | -                        | -                        | -      | -      | -      | 2     | 0     | 1     |
| Sous-total            | Sous-total            | Sous-total            | 39          | 14          | 8           | 8               | 2               | 3               | -                 | -                 | -                 | -          | -          | -          | -                              | 10                             | 0                              | 3                              | -                        | -                        | -                        | 3      | 1      | 0      | 60    | 17    | 14    |
| 2006-2007             | Bolton Wanderers      | Premier League        | 35          | 11          | 6           | 3               | 0               | 0               | 1                 | 1                 | 0                 | -          | -          | -          | -                              | -                              | -                              | -                              | -                        | -                        | -                        | 7      | 3      | 0      | 46    | 15    | 6     |
| 2007-2008             | Bolton Wanderers      | Premier League        | 18          | 10          | 3           | -               | -               | -               | -                 | -                 | -                 | -          | -          | -          | C3                             | 4                              | 1                              | 0                              | -                        | -                        | -                        | 5      | 1      | 1      | 27    | 12    | 4     |
| Sous-total            | Sous-total            | Sous-total            | 53          | 21          | 9           | 3               | 0               | 0               | 1                 | 1                 | 0                 | -          | -          | -          | -                              | 4                              | 1                              | 0                              | -                        | -                        | -                        | 13     | 4      | 1      | 74    | 27    | 10    |
| 2007-2008             | Chelsea FC            | Premier League        | 14          | 1           | 5           | 3               | 1               | 1               | 2                 | 0                 | 0                 | -          | -          | -          | C1                             | 5                              | 0                              | 1                              | -                        | -                        | -                        | 8      | 0      | 1      | 32    | 2     | 8     |
| 2008-2009             | Chelsea FC            | Premier League        | 37          | 19          | 3           | 5               | 4               | 1               | -                 | -                 | -                 | -          | -          | -          | C1                             | 12                             | 2                              | 2                              | -                        | -                        | -                        | 6      | 1      | 0      | 60    | 26    | 6     |
| 2009-2010             | Chelsea FC            | Premier League        | 33          | 11          | 6           | 4               | 1               | 1               | -                 | -                 | -                 | 1          | 0          | 0          | C1                             | 7                              | 3                              | 0                              | -                        | -                        | -                        | 12     | 2      | 1      | 57    | 17    | 8     |
| 2010-2011             | Chelsea FC            | Premier League        | 32          | 6           | 4           | 3               | 1               | 1               | 1                 | 2                 | 0                 | 1          | 0          | 0          | C1                             | 9                              | 7                              | 1                              | -                        | -                        | -                        | -      | -      | -      | 46    | 16    | 6     |
| 2011-2012             | Chelsea FC            | Premier League        | 9           | 1           | 1           | -               | -               | -               | 1                 | 0                 | 0                 | -          | -          | -          | C1                             | 4                              | 0                              | 0                              | -                        | -                        | -                        | -      | -      | -      | 14    | 1     | 1     |
| Sous-total            | Sous-total            | Sous-total            | 125         | 38          | 19          | 15              | 7               | 4               | 4                 | 2                 | 0                 | 2          | 0          | 0          | -                              | 37                             | 12                             | 4                              | -                        | -                        | -                        | 26     | 3      | 2      | 209   | 62    | 29    |
| 2012                  | Shanghai Shenhua      | D1                    | 22          | 3           | 6           | 2               | 0               | 0               | -                 | -                 | -                 | -          | -          | -          | -                              | -                              | -                              | -                              | -                        | -                        | -                        | -      | -      | -      | 24    | 3     | 6     |
| 2012-2013             | Juventus FC           | Serie A               | 2           | 0           | 0           | -               | -               | -               | -                 | -                 | -                 | -          | -          | -          | C1                             | 1                              | 0                              | 0                              | -                        | -                        | -                        | -      | -      | -      | 3     | 0     | 0     |
| 2013-2014             | West Bromwich         | Premier League        | 12          | 2           | 0           | -               | -               | -               | -                 | -                 | -                 | -          | -          | -          | -                              | -                              | -                              | -                              | -                        | -                        | -                        | -      | -      | -      | 12    | 2     | 0     |
| 2014                  | Mumbai City FC        | ISL                   | 7           | 2           | 0           | -               | -               | -               | -                 | -                 | -                 | -          | -          | -          | -                              | -                              | -                              | -                              | -                        | -                        | -                        | -      | -      | -      | 7     | 2     | 0     |
| 2015                  | Mumbai City FC        | ISL                   | 6           | 0           | 0           | -               | -               | -               | -                 | -                 | -                 | -          | -          | -          | -                              | -                              | -                              | -                              | -                        | -                        | -                        | -      | -      | -      | 6     | 0     | 0     |
| Sous-total            | Sous-total            | Sous-total            | 13          | 2           | 0           | -               | -               | -               | -                 | -                 | -                 | -          | -          | -          | -                              | -                              | -                              | -                              | -                        | -                        | -                        | -      | -      | -      | 13    | 2     | 0     |
| Total sur la carrière | Total sur la carrière | Total sur la carrière | 508         | 157         | 80          | 50              | 17              | 9               | 14                | 3                 | 0                 | 3          | 1          | 0          | -                              | 90                             | 28                             | 6                              | 3                        | 3                        | 0                        | 69     | 14     | 8      | 737   | 223   | 103   |

### Buts en sélection
| Buts en sélection de Nicolas Anelka | Buts en sélection de Nicolas Anelka | Buts en sélection de Nicolas Anelka | Buts en sélection de Nicolas Anelka | Buts en sélection de Nicolas Anelka | Buts en sélection de Nicolas Anelka | Buts en sélection de Nicolas Anelka     |
| #                                   | Date                                | Lieu                                | Adversaire                          | Score                               | Résultats                           | Compétitions                            |
| ----------------------------------- | ----------------------------------- | ----------------------------------- | ----------------------------------- | ----------------------------------- | ----------------------------------- | --------------------------------------- |
| 1                                   | 10 octobre 1998                     | Moscou, Russie                      | Russie                              | 1-0                                 | 3-2                                 | Éliminatoires Euro 2000                 |
| 2                                   | 10 février 1999                     | Londres, Angleterre                 | Angleterre                          | 1-0                                 | 2-0                                 | Match amical                            |
| 3                                   | 10 février 1999                     | Londres, Angleterre                 | Angleterre                          | 2-0                                 | 2-0                                 | Match amical                            |
| 4                                   | 6 juin 2000                         | Casablanca, Maroc                   | Maroc                               | 4-1                                 | 5-1                                 | Tournoi Hassan II de football 2000      |
| 5                                   | 16 août 2000                        | Marseille, France                   | Sélection FIFA                      | 5-0                                 | 5-1                                 | Match amical                            |
| 6                                   | 30 mai 2001                         | Daegu, Corée du Sud                 | Corée du Sud                        | 3-0                                 | 5-0                                 | Coupe des confédérations 2001           |
| 7                                   | 9 novembre 2005                     | Fort-de-France, Martinique          | Costa Rica                          | 1-2                                 | 3-2                                 | Match amical                            |
| 8                                   | 11 octobre 2006                     | Sochaux, France                     | Îles Féroé                          | 3-0                                 | 5-0                                 | Éliminatoires Euro 2008                 |
| 9                                   | 24 mars 2007                        | Kaunas, Lituanie                    | Lituanie                            | 1-0                                 | 1-0                                 | Éliminatoires Euro 2008                 |
| 10                                  | 2 juin 2007                         | Stade de France, Saint-Denis        | Ukraine                             | 2-0                                 | 2-0                                 | Éliminatoires Euro 2008                 |
| 11                                  | 13 octobre 2007                     | Torshavn, Îles Féroé                | Îles Féroé                          | 1-0                                 | 6-0                                 | Éliminatoires Euro 2008                 |
| 12                                  | 1er septembre 2008                  | Stade de France, Saint-Denis        | Serbie                              | 2-0                                 | 2-1                                 | Éliminatoires de la Coupe du monde 2010 |
| 13                                  | 10 octobre 2009                     | Stade de France, Saint-Denis        | Îles Féroé                          | 3-0                                 | 5-0                                 | Éliminatoires de la Coupe du monde 2010 |
| 14                                  | 14 novembre 2009                    | Croke Park, Dublin                  | République d'Irlande                | 1-0                                 | 1-0                                 | Barrages de la Coupe du monde 2010      |

### Matches internationaux
| Matches internationaux de Nicolas Anelka | Matches internationaux de Nicolas Anelka | Matches internationaux de Nicolas Anelka          | Matches internationaux de Nicolas Anelka | Matches internationaux de Nicolas Anelka | Matches internationaux de Nicolas Anelka         | Matches internationaux de Nicolas Anelka                                 |
| #                                        | Date                                     | Lieu                                              | Adversaire                               | Résultat                                 | Compétition                                      | Notes                                                                    |
| ---------------------------------------- | ---------------------------------------- | ------------------------------------------------- | ---------------------------------------- | ---------------------------------------- | ------------------------------------------------ | ------------------------------------------------------------------------ |
| 1                                        | 22 avril 1998                            | Stade Råsunda, Stockholm, Suède                   | Suède                                    | N 0 - 0                                  | Match amical                                     | Titulaire, remplacé par David Trezeguet à la 68e minute.                 |
| 2                                        | 10 octobre 1998                          | Stade Loujniki, Moscou, Russie                    | Russie                                   | V 3 - 2                                  | Éliminatoires de l'Euro 2000                     | Titulaire et buteur, remplacé par Tony Vairelles à la 89e minute.        |
| 3                                        | 14 octobre 1998                          | Stade de France, Saint-Denis, France              | Andorre                                  | V 2 - 0                                  | Éliminatoires de l'Euro 2000                     | Entre en jeu à la place de Christophe Dugarry à la 69e minute.           |
| 4                                        | 20 janvier 1999                          | Stade Vélodrome, Marseille, France                | Maroc                                    | V 1 - 0                                  | Match amical                                     | Entre en jeu à la place de Zinédine Zidane à la 66e minute.              |
| 5                                        | 10 février 1999                          | Stade de Wembley, Londres, Angleterre             | Angleterre                               | V 2 - 0                                  | Match amical                                     | Titulaire et double buteur.                                              |
| 6                                        | 27 mars 1999                             | Stade de France, Saint-Denis, France              | Ukraine                                  | N 0 - 0                                  | Éliminatoires de l'Euro 2000                     | Titulaire.                                                               |
| 7                                        | 31 mars 1999                             | Stade de France, Saint-Denis, France              | Arménie                                  | V 2 - 0                                  | Éliminatoires de l'Euro 2000                     | Titulaire.                                                               |
| 8                                        | 5 juin 1999                              | Stade de France, Saint-Denis, France              | Russie                                   | D 2 - 3                                  | Éliminatoires de l'Euro 2000                     | Titulaire.                                                               |
| 9                                        | 9 juin 1999                              | Stade de Montjuïc, Barcelone, Espagne             | Andorre                                  | V 1 - 0                                  | Éliminatoires de l'Euro 2000                     | Titulaire.                                                               |
| 10                                       | 4 septembre 1999                         | Olimpiski, Kiev, Ukraine                          | Ukraine                                  | N 0 - 0                                  | Éliminatoires de l'Euro 2000                     | Titulaire, remplacé par Lilian Laslandes à la 52e minute.                |
| 11                                       | 4 juin 2000                              | Stade Mohammed-V, Casablanca, Maroc               | Japon                                    | N 2 - 2 4-2 t.a.b                        | Tournoi Hassan II 2000                           | Entre en jeu à la place de David Trezeguet à la 73e minute.              |
| 12                                       | 6 juin 2000                              | Stade Mohammed-V, Casablanca, Maroc               | Maroc                                    | V 5 - 1                                  | Tournoi Hassan II 2000                           | Titulaire et buteur.                                                     |
| 13                                       | 11 juin 2000                             | Stade Jan-Breydel, Bruges, Belgique               | Danemark                                 | V 3 - 0                                  | Premier tour de l'Euro 2000                      | Titulaire, remplacé par Sylvain Wiltord à la 82e minute.                 |
| 14                                       | 16 juin 2000                             | Stade Jan-Breydel, Bruges, Belgique               | Tchéquie                                 | V 2 - 1                                  | Premier tour de l'Euro 2000                      | Titulaire, remplacé par Christophe Dugarry à la 55e minute.              |
| 15                                       | 21 juin 2000                             | Amsterdam ArenA, Amsterdam, Pays-Bas              | Pays-Bas                                 | D 2 - 3                                  | Premier tour de l'Euro 2000                      | Entre en jeu à la place de Sylvain Wiltord à la 80e minute.              |
| 16                                       | 25 juin 2000                             | Stade Jan-Breydel, Bruges, Belgique               | Espagne                                  | V 2 - 1                                  | Quart de finale de l'Euro 2000                   | Entre en jeu à la place de Thierry Henry à la 82e minute.                |
| 17                                       | 28 juin 2000                             | Stade Roi Baudouin, Bruxelles, Belgique           | Portugal                                 | V 2 - 1 b.e.o                            | Demi-finale de l'Euro 2000                       | Titulaire, remplacé par Sylvain Wiltord à la 72e minute.                 |
| 18                                       | 16 août 2000                             | Stade Vélodrome, Marseille, France                | Sélection FIFA                           | V 5 - 1                                  | Match amical                                     | Entre en jeu à la place de David Trezeguet à la 51e minute, puis buteur. |
| 19                                       | 2 septembre 2000                         | Stade de France, Saint-Denis, France              | Angleterre                               | N 1 - 1                                  | Match amical                                     | Titulaire, remplacé par Sylvain Wiltord à la 45e minute.                 |
| 20                                       | 7 octobre 2000                           | Ellis Park Stadium, Johannesbourg, Afrique du Sud | Afrique du Sud                           | N 0 - 0                                  | Match amical                                     | Titulaire, remplacé par David Trezeguet à la 65e minute.                 |
| 21                                       | 27 février 2001                          | Stade de France, Saint-Denis, France              | Allemagne                                | V 1 - 0                                  | Match amical                                     | Titulaire, remplacé par Thierry Henry à la 59e minute.                   |
| 22                                       | 30 mai 2001                              | Stade de Daegu, Daegu, Corée du Sud               | Corée du Sud                             | V 5 - 0                                  | Premier tour de la Coupe des confédérations 2001 | Titulaire et buteur.                                                     |
| 23                                       | 1er juin 2001                            | Stade de Daegu, Daegu, Corée du Sud               | Australie                                | D 0 - 1                                  | Premier tour de la Coupe des confédérations 2001 | Entre en jeu à la place de Frédéric Née à la 71e minute.                 |
| 24                                       | 3 juin 2001                              | Stade d'Ulsan Munsu, Daegu, Corée du Sud          | Mexique                                  | V 4 - 0                                  | Premier tour de la Coupe des confédérations 2001 | Titulaire.                                                               |
| 25                                       | 7 juin 2001                              | Stade de Suwon, Suwon, Corée du Sud               | Brésil                                   | V 2 - 1                                  | Demi-finale de la Coupe des confédérations 2001  | Titulaire.                                                               |
| 26                                       | 10 juin 2001                             | Stade de Yokohama, Yokohama, Japon                | Japon                                    | V 1 - 0                                  | Finale de la Coupe des confédérations 2001       | Titulaire.                                                               |
| 27                                       | 11 novembre 2001                         | Cricket Ground, Melbourne, Australie              | Australie                                | N 1 - 1                                  | Match amical                                     | Entre en jeu à la place de David Trezeguet à la 66e minute.              |
| 28                                       | 17 avril 2002                            | Stade de France, Saint-Denis, France              | Russie                                   | N 0 - 0                                  | Match amical                                     | Titulaire, remplacé par Johan Micoud à la 82e minute.                    |
| 29                                       | 9 novembre 2005                          | Stade de Dillon, Fort-de-France, France           | Costa Rica                               | V 3 - 2                                  | Match amical                                     | Titulaire et buteur, remplacé par Djibril Cissé à la 71e minute.         |
| 30                                       | 12 novembre 2005                         | Stade de France, Saint-Denis, France              | Allemagne                                | N 0 - 0                                  | Match amical                                     | Entre en jeu à la place de Thierry Henry à la 46e minute.                |
| 31                                       | 1er mars 2006                            | Stade de France, Saint-Denis, France              | Slovaquie                                | D 1 - 2                                  | Match amical                                     | Titulaire, remplacé par Sylvain Wiltord à la 46e minute.                 |
| 32                                       | 11 octobre 2006                          | Stade Auguste-Bonal, Sochaux-Montbéliard, France  | Îles Féroé                               | V 5 - 0                                  | Éliminatoires de l'Euro 2008                     | Entre en jeu à la place de Louis Saha à la 61e minute, puis buteur.      |
| 33                                       | 15 novembre 2006                         | Stade de France, Saint-Denis, France              | Grèce                                    | V 1 - 0                                  | Match amical                                     | Entre en jeu à la place de Louis Saha à la 46e minute.                   |
| 34                                       | 7 février 2007                           | Stade de France, Saint-Denis, France              | Argentine                                | D 0 - 1                                  | Match amical                                     | Entre en jeu à la place de David Trezeguet à la 72e minute.              |
| 35                                       | 24 mars 2007                             | Stade Darius-Girenas, Kaunas, Lituanie            | Lituanie                                 | V 0 - 1                                  | Éliminatoires de l'Euro 2008                     | Titulaire et buteur.                                                     |
| 36                                       | 28 mars 2007                             | Stade de France, Saint-Denis, France              | Autriche                                 | V 1 - 0                                  | Match amical                                     | Titulaire.                                                               |
| 37                                       | 2 juin 2007                              | Stade de France, Saint-Denis, France              | Ukraine                                  | V 2 - 0                                  | Éliminatoires de l'Euro 2008                     | Titulaire et buteur, remplacé par Djibril Cissé à la 76e minute.         |
| 38                                       | 6 juin 2007                              | Stade de l'Abbé-Deschamps, Auxerre, France        | Géorgie                                  | V 1 - 0                                  | Éliminatoires de l'Euro 2008                     | Titulaire, remplacé par Karim Benzema à la 92e minute.                   |
| 39                                       | 22 août 2007                             | Stade Antona Malatinského, Trnava, Slovaquie      | Slovaquie                                | V 1 - 0                                  | Match amical                                     | Titulaire.                                                               |
| 40                                       | 8 septembre 2007                         | Stade San Siro, Milan, Italie                     | Italie                                   | N 0 - 0                                  | Éliminatoires de l'Euro 2008                     | Titulaire.                                                               |
| 41                                       | 12 septembre 2007                        | Parc des Princes, Paris, France                   | Écosse                                   | D 0 - 1                                  | Éliminatoires de l'Euro 2008                     | Titulaire.                                                               |
| 42                                       | 13 octobre 2007                          | Tórsvøllur, Torshavn, Îles Féroé                  | Îles Féroé                               | V 6 - 0                                  | Éliminatoires de l'Euro 2008                     | Titulaire et buteur, remplacé par Karim Benzema à la 46e minute.         |
| 43                                       | 16 novembre 2007                         | Stade de France, Saint-Denis, France              | Maroc                                    | N 2 - 2                                  | Match amical                                     | Entre en jeu à la place de Karim Benzema à la 64e minute.                |
| 44                                       | 6 février 2008                           | Stade de La Rosaleda, Malaga, Espagne             | Espagne                                  | D 0 - 1                                  | Match amical                                     | Titulaire, remplacé par Karim Benzema à la 60e minute.                   |
| 45                                       | 26 mars 2008                             | Stade de France, Saint-Denis, France              | Angleterre                               | V 1 - 0                                  | Match amical                                     | Titulaire, remplacé par Djibril Cissé à la 80e minute.                   |
| 46                                       | 27 mai 2008                              | Stade des Alpes, Grenoble, France                 | Équateur                                 | V 2 - 0                                  | Match amical                                     | Titulaire.                                                               |
| 47                                       | 31 mai 2008                              | Stadium, Toulouse, France                         | Paraguay                                 | N 0 - 0                                  | Match amical                                     | Entre en jeu à la place de Karim Benzema à la 63e minute.                |
| 48                                       | 3 juin 2008                              | Stade de France, Saint-Denis, France              | Colombie                                 | V 1 - 0                                  | Match amical                                     | Entre en jeu à la place de Thierry Henry à la 76e minute.                |
| 49                                       | 9 juin 2008                              | Stade du Letzigrund, Zurich, Suisse               | Roumanie                                 | N 0 - 0                                  | Premier tour de l'Euro 2008                      | Titulaire, remplacé par Bafétimbi Gomis à la 72e minute.                 |
| 50                                       | 13 juin 2008                             | Stade du Wankdorf, Berne, Suisse                  | Pays-Bas                                 | D 1 - 4                                  | Premier tour de l'Euro 2008                      | Entre en jeu à la place de Sidney Govou à la 75e minute.                 |
| 51                                       | 17 juin 2008                             | Stade du Letzigrund, Zurich, Suisse               | Italie                                   | D 0 - 2                                  | Premier tour de l'Euro 2008                      | Entre en jeu à la place de Sidney Govou à la 66e minute.                 |
| 52                                       | 6 septembre 2008                         | Stade Ernst-Happel, Vienne, Autriche              | Autriche                                 | D 1 - 3                                  | Éliminatoires de la Coupe du monde 2010          | Entre en jeu à la place de Samir Nasri à la 79e minute.                  |
| 53                                       | 10 septembre 2008                        | Stade de France, Saint-Denis, France              | Serbie                                   | V 2 - 1                                  | Éliminatoires de la Coupe du monde 2010          | Entre en jeu à la place de Karim Benzema à la 46e minute, puis buteur.   |
| 54                                       | 19 novembre 2008                         | Stade de France, Saint-Denis, France              | Uruguay                                  | N 0 - 0                                  | Match amical                                     | Titulaire, remplacé par Steve Savidan à la 46e minute.                   |
| 55                                       | 11 février 2009                          | Stade Vélodrome, Marseille, France                | Argentine                                | D 0 - 2                                  | Match amical                                     | Titulaire, remplacé par Karim Benzema à la 65e minute.                   |
| 56                                       | 2 juin 2009                              | Stade Geoffroy-Guichard, Saint-Étienne, France    | Nigeria                                  | D 0 - 1                                  | Match amical                                     | Titulaire, remplacé par André-Pierre Gignac à la 46e minute.             |
| 57                                       | 5 juin 2009                              | Stade de Gerland, Lyon, France                    | Turquie                                  | V 1 - 0                                  | Match amical                                     | Titulaire, remplacé par Sidney Govou à la 58e minute.                    |
| 58                                       | 12 août 2009                             | Tórsvøllur, Torshavn, Îles Féroé                  | Îles Féroé                               | V 1 - 0                                  | Éliminatoires de la Coupe du monde 2010          | Titulaire.                                                               |
| 59                                       | 5 septembre 2009                         | Stade de France, Saint-Denis, France              | Roumanie                                 | N 1 - 1                                  | Éliminatoires de la Coupe du monde 2010          | Titulaire.                                                               |
| 60                                       | 9 septembre 2009                         | Stade de l'Étoile rouge, Belgrade, Serbie         | Serbie                                   | N 1 - 1                                  | Éliminatoires de la Coupe du monde 2010          | Titulaire.                                                               |
| 61                                       | 10 octobre 2009                          | Stade de Roudourou, Guingamp, France              | Îles Féroé                               | V 5 - 0                                  | Éliminatoires de la Coupe du monde 2010          | Titulaire et buteur.                                                     |
| 62                                       | 14 novembre 2009                         | Croke Park, Dublin, Irlande                       | République d'Irlande                     | V 1 - 0                                  | Barrages de la Coupe du monde 2010               | Titulaire et buteur.                                                     |
| 63                                       | 18 novembre 2009                         | Stade de France, Saint-Denis, France              | République d'Irlande                     | N 1 - 1                                  | Barrages de la Coupe du monde 2010               | Titulaire.                                                               |
| 64                                       | 3 mars 2010                              | Stade de France, Saint-Denis, France              | Espagne                                  | D 0 - 2                                  | Match amical                                     | Titulaire, remplacé par Djibril Cissé à la 77e minute.                   |
| 65                                       | 26 mai 2010                              | Stade Felix-Bollaert, Lens, France                | Costa Rica                               | V 2 - 1                                  | Match amical                                     | Titulaire, remplacé par Thierry Henry à la 46e minute.                   |
| 66                                       | 30 mai 2010                              | Stade du 7 novembre, Radès, Tunisie               | Tunisie                                  | N 1 - 1                                  | Match amical                                     | Titulaire, remplacé par André-Pierre Gignac à la 64e minute.             |
| 67                                       | 4 juin 2010                              | Stade Michel-Volnay, Saint-Pierre, France         | Chine                                    | D 0 - 1                                  | Match amical                                     | Titulaire, remplacé par André-Pierre Gignac à la 62e minute.             |
| 68                                       | 11 juin 2010                             | Cape Town Stadium, Le Cap, Afrique du Sud         | Uruguay                                  | N 0 - 0                                  | Premier tour de la Coupe du monde 2010           | Titulaire, remplacé par Thierry Henry à la 72e minute.                   |
| 69                                       | 17 juin 2010                             | Stade Peter-Mokaba, Polokwane, Afrique du Sud     | Mexique                                  | D 0 - 2                                  | Premier tour de la Coupe du monde 2010           | Titulaire, remplacé par André-Pierre Gignac à la 46e minute.             |

## Palmarès
Arsenal
- Premier League : 1997–98[66]
- FA Cup : 1997–98[67]
- Community Shield : 1998[68]

Real Madrid
- Ligue des champions de l'UEFA : 1999–2000[69]

Paris Saint-Germain
- Coupe Intertoto : 2001[70]

Fenerbahçe
- Süper Lig : 2004–05[70]

Chelsea
- Premier League : 2009–10[66]
- FA Cup : 2008–09[71], 2009–10[72]
- FA Community Shield : 2009[73]
- Ligue des champions de l'UEFA : 2011–2012
- Finaliste de la League Cup : 2007–08[74]
- Finaliste de la Ligue des champions de l'UEFA : 2007–08[75]

Juventus
- Serie A : 2012–13[70]

### Palmarès en sélection
France U18
- Championnat d'Europe de football des moins de 19 ans : 1997[70]

France
- Championnat d'Europe de football : 2000[70]
- Coupe des confédérations : 2001[70]

Individuel
- Division 1 Meilleur jeune de l'année : 1998[76]
- Joueur du mois du championnat d'Angleterre de football : février 1999, novembre 2008[66]
- PFA Young Player of the Year : 1998–99[77]
- Équipe de l'année PFA : 1998–99 Premier League[78], 2008–09 Premier League[79]
- Soulier d'or de la Premier League : 2008–09[66]

## Distinctions personnelles et records
- Élu révélation de l'année par France Football en 1998
- Meilleur jeune joueur de Premier League en 1999
- Nommé dans l'équipe type de Premier League en 1999 et 2009
- Joueur du mois du championnat d'Angleterre en février 1999 et novembre 2008
- Deuxième Français à franchir la barre des 100 buts dans le championnat d'Angleterre, après Thierry Henry[80]
- Deuxième Français au plus grand nombre d'apparitions dans le championnat d'Angleterre, après Sylvain Distin[81]
- Meilleur buteur du Championnat d'Angleterre en 2009 (19 buts)
- Meilleur buteur du Championnat du monde des clubs de la FIFA en 2000 (3 buts)
- Meilleur buteur de la Coupe d'Angleterre en 2009 (4 buts)

## Vie privée
Nicolas Anelka est très attaché à protéger sa vie privée. Durant toute sa carrière, il souffre d'être (sur-)médiatisé. Il déclare un jour : « L'activité médiatique me pose un problème : c'est trop. Ça me gêne. Je voudrais rester tranquille. Je préférerais qu'on ne parle pas de moi. Y a rien à dire sur moi. Je m'entraîne, je joue au foot et je rentre chez moi ».
Son coéquipier au PSG Bernard Mendy déclare en 2010 : « Les gens n'ont jamais compris Nico. Tout ce qu'il a toujours voulu, c'est jouer au football. Les journalistes ont voulu qu'il leur parle, les politiques ont voulu le rencontrer, les sponsors ont voulu qu'il s'affiche, mais lui, ça ne l'intéresse pas. Il veut qu'on le laisse tranquille parce qu'il est simple, modeste, casanier comme vous ou moi et surtout pas la star que les gens ont voulu qu'il devienne trop vite ».
Définitivement renvoyé de l'équipe de France durant la Coupe du monde 2010, Nicolas Anelka a vu les publicités Quick, dans lesquelles il apparaissait, suspendues. L'attaquant est également lâché par France Télévisions. En effet Franck Cymès, directeur de France Télévisions Distributions, a annoncé qu’Anelka ne serait plus associé au dessin animé Foot 2 Rue, diffusé sur France 3. Nicolas Anelka est pourtant le parrain de cette émission, mais le merchandising de produits dérivés prévu à son effigie a été annulé. Dans le dessin animé, Anelka met en avant les valeurs de respect, d’honneur, de solidarité et il prononce des phrases comme : « soyez soudés, jouez en équipe ».
Anelka s'est converti à l'islam à l'âge de seize ans et prend le prénom de Bilal. Il est marié avec la chorégraphe belge Barbara Tausia depuis 2007. Ils ont eu leur premier enfant le 24 juin 2008, un garçon nommé Kaïs ; un deuxième fils, Kahil, est né en mars 2010, et un troisième enfant, une fille nommée Lina au début de l’automne 2013. Son fils aîné Kaïs, intègre en 2023, le centre de formation du Paris Saint-Germain.
Anelka est un soutien de l’activiste anticolonialiste Kémi Séba, figure du radicalisme noir condamné pour incitation à la haine raciale,.
Anelka a aussi essuyé plusieurs polémiques, notamment après avoir réalisé une quenelle en décembre 2013 pour célébrer ses buts, geste qu'il dédie à son ami Dieudonné.

## Filmographie et jeux
- 2002 : Le Boulet de Alain Berberian : Lui-même[B 2]
- Il apparaît dans la série Foot 2 rue dans l'épisode 19 Croisière avec Nico puis 20 Bienvenue à Tunis de la saison 3[87].
- Il est également dans le jeu de console Foot 2 Rue : Nicolas Anelka sur Wii et Nintendo DS sorti en novembre 2009[88].
- En 2020, Netflix diffuse le documentaire biographique Anelka l'incompris, qu'il introduit par ces mots : « Tout ce que j’ai fait, ne le fais pas, parce que tu vas te mettre tout le monde à dos. »[89].